# Мансон (Флорида)
Мансон (англ. Munson) — переписна місцевість (CDP) в США, в окрузі Санта-Роза штату Флорида. Населення — 326 осіб (2020).

## Географія
Мансон розташований за координатами 30°49′38″ пн. ш. 86°53′21″ зх. д. / 30.82722° пн. ш. 86.88917° зх. д. (30.827214, -86.889137).  За даними Бюро перепису населення США в 2010 році переписна місцевість мала площу 65,67 км², з яких 65,43 км² — суходіл та 0,24 км² — водойми.

## Демографія
Згідно з переписом 2010 року, у переписній місцевості мешкали 372 особи в 140 домогосподарствах у складі 108 родин. Густота населення становила 6 осіб/км².  Було 162 помешкання (2/км²).
Расовий склад населення:
| - 95,7 % — білих - 1,1 % — корінних американців - 0,8 % — чорних або афроамериканців |

До двох чи більше рас належало 2,2 %. Частка іспаномовних становила 0,8 % від усіх жителів.
За віковим діапазоном населення розподілялося таким чином: 22,8 % — особи молодші 18 років, 60,5 % — особи у віці 18—64 років, 16,7 % — особи у віці 65 років та старші. Медіана віку мешканця становила 42,7 року. На 100 осіб жіночої статі у переписній місцевості припадало 98,9 чоловіків;  на 100 жінок у віці від 18 років та старших — 100,7 чоловіків також старших 18 років.
Середній дохід на одне домашнє господарство  становив 36 246 доларів США (медіана — 26 569), а середній дохід на одну сім'ю — 41 609 доларів (медіана — 27 206). За межею бідності перебувало 7,0 % осіб, у тому числі 0,0 % дітей у віці до 18 років та 0,0 % осіб у віці 65 років та старших.
Цивільне працевлаштоване населення становило 101 особа. Основні галузі зайнятості: освіта, охорона здоров'я та соціальна допомога — 69,3 %, публічна адміністрація — 14,9 %, транспорт — 11,9 %.